# Acidofilia
Acidofílico (acidófilo ou ainda acidúrico) é um termo usado por histologistas. Descreve a aparência ao microscópio de células e tecidos, após uma seção histológica ter sido colorida por corantes ácidos. Um corante ácido típico é a Eosina. Refere-se também a qualquer substância que colore-se facilmente por ação de corantes ácidos.
A característica de uma estrutura biológica ser acidófila é chamada acidofilia.
Tem importância na medicina no diagnóstico por microscopia de tecidos e suas células nos procedimentos de laboratórios de anatomia patológica, no diagnóstico de câncer, assim como na identificação de organismos patogênicos e outros.